# Victor Franke
Erich Victor Carl August Franke (Zuckmantel, 1866. július 21. - Hamburg, 1936. szeptember 7.) német katonatiszt, vezérőrnagy. Az első világháború idején Német Délnyugat-Afrikában szolgált, ahol 1914. november 11-én követően a gyarmatot védő Schutztruppe egységek parancsnokaként harcolt az előrenyomuló brit-és dél-afrikai erők ellen egészen 1915 nyaráig.

## Élete
Victor Franke 1861. július 21-én született a sziléziai Zuckmentalban, ami ma Zlaté Hory néven Csehországhoz tartozik. Ifjúkorában csatlakozott a német hadsereghez, 1887-től a 6. pionír zászlóaljhoz kerül, ahol 1888-tól tiszt. 1896-ban leszerelt, majd hamarosan a Német Birodalom délnyugat-afrikai gyarmatára került. Franke az anyaországból érkező német katonákból álló 2. Schützenkompanie parancsnokaként részt vett a német gyarmatosítók ellen kirobbant hereró felkelés elfojtásában. Omaruru térségében vereséget mért a helyi lázadókra, ezért hamarosan az "Omaruru hőse" névvel illették. Katonáival sikeresen vette fel a harcot a lázadókkal, számos német állást mentett fel és heves harcokat vívott Otjihinamaparero, Onganjira és Oviumbo térségében. A hererók ellenállásának 1905-ös letörését követően Franke szolgálatának elismeréséül megkapta a legmagasabb német kitüntetésnek számító Pour le Mérite érdemrendet.
Franke az első világháború kitörését követően részt vett a gyarmat védelmében. 1914. november 11-én a Német Délnyugat-Afrikában állomásozó német erők parancsnoka, Joachim von Heydebreck halálát követően az alezredessé előléptetett Franke vette át a gyarmati erők vezetését. 1914. december 8-án egy kb. 500 fős különítmény élén átlépte az ekkor még független, portugál irányítás alatt álló Angola (Portugál Nyugat-Afrika) határát, és megtámadta a térségben állomásozó portugál katonaság naulilai állomását. A számbeli fölényben lévő portugál egységeket a németek heves harcok árán visszavonulásra kényszerítették, a támadók nagy mennyiségű lőszert, egy géppuskát és egy kórházi lovaskocsit zsákmányoltak. A siker ellenére 1915 elejétől a német csapatok egyre beljebb szorultak vissza az előrenyomuló dél-afrikai erők elől. 1915. július 9-én az ország északi részébe szorult, élelmiszer- és vízhiánnyal küszködő gyarmati csapatok vezetőjükkel együtt letették a fegyvert. 
A fegyverletételt követően egy okawayói fogolytáborba szállították, ahonnan 1919-ben térhetett haza. 1920-ban vezérőrnaggyá léptették elő, majd ugyanebben az évben leszerelt. Az 1930-as évek elején krónikus trópusi betegsége miatt egy ideig áttelepült Brazíliába, majd gyógykezelés céljából 1936-ban hazatért. 1936. szeptember 7-én halt meg Hamburgban. Franke életében a császár lojális híveként a csatatéren az ellenséggel szemben keménységet mutatott, és ez általában kegyetlen magatartással és könyörtelenséggel párosult, amit súlyosbított a parancsnok alkoholizmusa és morfiumfüggősége. Naplója megtalálható a Namíbiai Országos Levéltárban, és annak 1896-1904 között íródott első kötetét 2003-ban hivatalosan is kiadták.

## Művei
- Die Tagebücher des Schutztruppenoffiziers Victor Franke. Band 1, Delmenhorst 2003 (ISBN 3-936858-00-4).